# Enzo Petito
Enzo Petito (eigentlich Vincenzo Squatriti, * 24. Juli 1897 in Neapel; † 17. Juli 1967 in Rom) war ein italienischer Schauspieler.
Petito, dessen Abkunft fälschlicherweise manchmal als spanisch angegeben wird, ist der Enkel des neapolitanischen Schauspielers Antonio Petito (1822–1876). Er spielte lange Jahre in der Bühnentruppe von Eduardo De Filippo, mit dem er beruflich eng verbunden blieb. In etwa zwanzig Filmen spielte Petito Nebenrollen, darunter seine bekannteste als Ladeninhaber in Sergio Leones Il buono, il brutto, il cattivo 1966. Seinen ersten Film hatte er 1942 gemacht und dann in einigen Commedia-all’italiana-Filmen bemerkenswerte Nebenrollen gespielt.

## Filmografie (Auswahl)
- 1942: A che servono questi quattrini?
- 1961: Das Jüngste Gericht findet nicht statt (Il giudizio universale)
- 1966: Zwei glorreiche Halunken (Il buono, il brutto, il cattivo)